# Малая Кодинка
Малая Кодинка — деревня в южной части Свердловской области России. Входит в Каменск-Уральский городской округ.

## Географическое положение
Малая Кодинка расположена на левом берегу реки Исети, в 8 километрах к западу от города Каменска-Уральского и в 96,5 километрах (в 106 километрах по автодорогам) к юго-востоку от Екатеринбурга. С восточной стороны вплотную примыкает к деревне Кодинке.

## История деревни
8 мая 1964 года решением Облисполкомов (промышленного и сельского) № 268—217 был образован Новозаводский сельсовет, деревня Малая Кодинка вошла в его состав.

## Население
| 2002 | 2010 |
| ---- | ---- |
| 18   | ↗19  |

Структура
По данным переписи 2002 года, русские составляли 89 % жителей Малой Кодинки. По данным переписи 2010 года, в деревне проживали 9 мужчин и 10 женщин.

## Инфраструктура
В 4 километрах к северо-востоку расположена от Малой Кодинки станция Кунавино Свердловской железной дороги на ветке Екатеринбург — Курган.
В деревне только одна улица — Солнечная